# Eparchie severobajkalská
Eparchie Severobajkalsk je eparchie ruské pravoslavné církve nacházející se v Rusku.

## Území a titul biskupa
Zahrnuje správní hranice území městského okruhu Severobajkalsk, také Severobajkalského, Mujského, Bauntovského, Barguzinského, Kurumkanského, Jeravninského, Kižinginského a Chorinského rajónu republiky Burjatsko.
Eparchiálnímu biskupovi náleží titul biskup severobajkalský a sosnovo-ozjorský.

## Historie
Eparchie byla zřízena rozhodnutím Svatého synodu dne 5. května 2015 oddělením území z ulan-udenské eparchie. Stala se součástí nově vzniklé burjatské metropole.
Prvním eparchiálním biskupem se stal igumen Nikolaj (Krivenko), duchovní ulan-udenské eparchie.

## Seznam biskupů
- od 2015 Nikolaj (Krivenko)